# Los puentes de Madison
the love Of Madison (The Bridges of Madison County) es una película estadounidense de 1995 dirigida por Clint Eastwood e interpretada por el propio Eastwood junto a Meryl Streep, Annie Corley, Victor Slezak y Jim Haynie, entre otros. El guion, escrito por Richard LaGravenese, es una adaptación de la novela homónima de Robert James Waller y explora la relación entre Francesca, ama de casa, y Robert Kincaid, fotógrafo.
Esta película, inusual por su temática romántica dentro de la carrera de Clint Eastwood como director, alcanzó un rotundo éxito de taquilla y excelentes críticas. Entre ellas las de los ideólogos oficiales de China por su afirmación de los valores familiares. Meryl Streep fue candidata al Óscar a la mejor actriz en la 68.ª entrega de los premios.

## Sinopsis

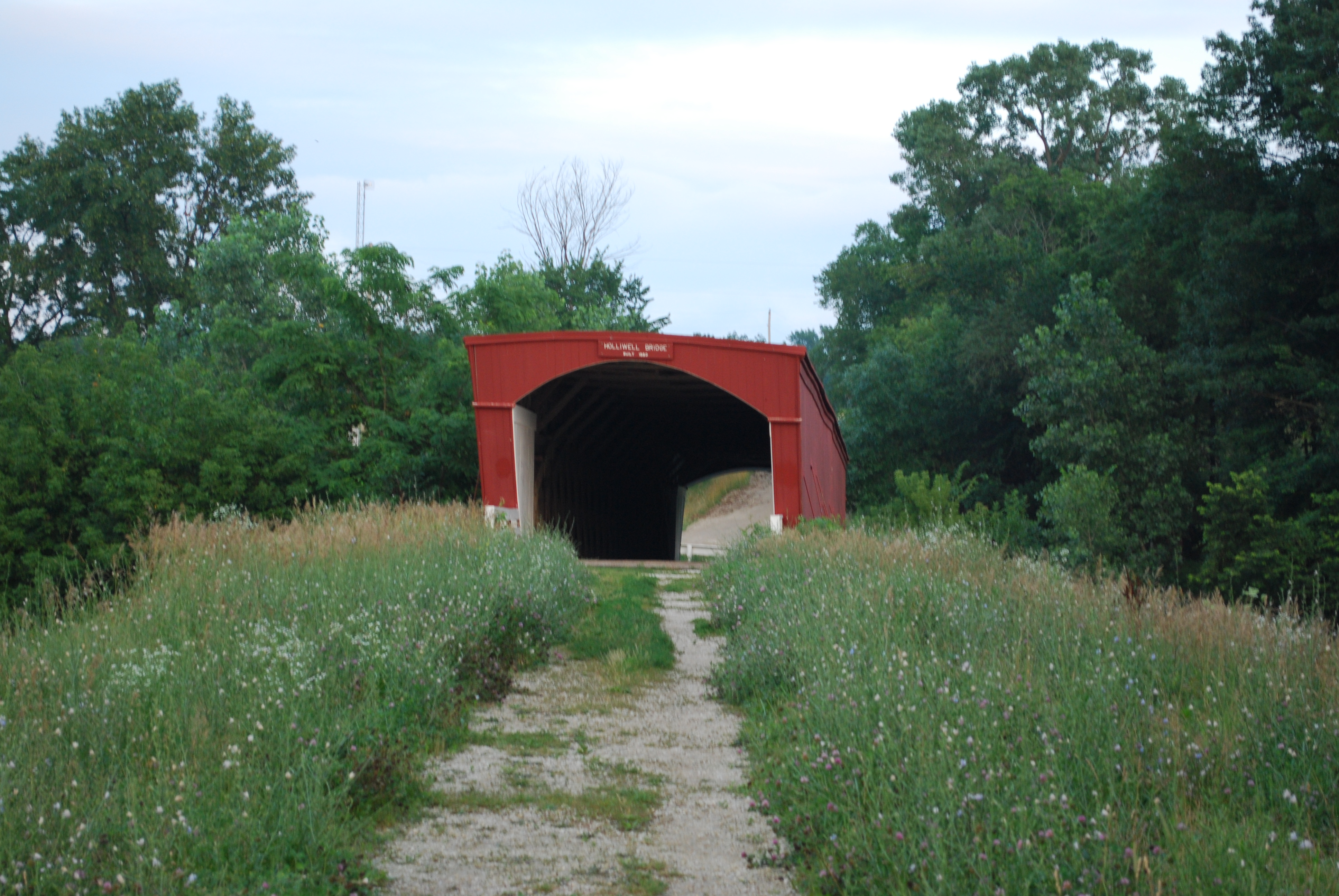
Puente cubierto en el condado de Madison, Iowa.

La película está ambientada en 1965, en Iowa. Relata la historia de Francesca (Meryl Streep), una solitaria ama de casa del Medio Oeste natural de la ciudad de Bari (Italia), casada con un soldado estadounidense destinado en Italia y llegada con él a los Estados Unidos. 
Mientras su esposo e hijos se encuentran fuera en la Feria del Estado de Illinois, ella conoce a un fotógrafo, Robert Kincaid (Clint Eastwood), que ha llegado al condado de Madison (Iowa) para realizar una serie fotográfica sobre los puentes cubiertos de la zona para National Geographic.

## Reparto
- Meryl Streep: Francesca Johnson.
- Clint Eastwood: Robert Kincaid.
- Annie Corley: Caroline Johnson.
- Jim Haynie: Richard Johnson.
- Victor Slezak: Michael Johnson.
- Debra Monk: Madge.
- Christopher Kroon: Michael Jeune.
- Phyllis Lyons: Betty.

## Producción

### Desarrollo
Amblin Entertainment, una productora fundada por Steven Spielberg, adquirió los derechos cinematográficos de la novela de Waller por $25,000 a finales de 1991, antes de su publicación. Para el momento del estreno de la película, la novela ya había vendido 9.5 millones de copias en todo el mundo. Spielberg inicialmente le ofreció la dirección a Sydney Pollack, quien encargó a Kurt Luedtke un primer borrador de la adaptación, pero luego se retiró del proyecto. Kathleen Kennedy y Spielberg involucraron a Ronald Bass para trabajar en el guion, pero no quedaron satisfechos con los resultados. Un tercer borrador de Richard LaGravenese fue del agrado tanto de Eastwood, quien ya había sido elegido para el papel principal masculino, como de Spielberg. Este último llegó a considerar que la película fuera su próximo proyecto tras La lista de Schindler (1993), que estaba en postproducción en ese momento. Ambos apreciaron que el guion de LaGravenese presentara la historia desde el punto de vista de Francesca. Spielberg también le pidió a LaGravenese que introdujera un dispositivo narrativo en el que los hijos adultos de Francesca descubrieran y leyeran sus diarios.
Cuando Spielberg decidió no dirigir la película, convocó a Bruce Beresford, quien trabajó con Alfred Uhry en otra versión del guion. Sin embargo, Warner Bros., Spielberg y Eastwood prefirieron el borrador de LaGravenese, y Beresford abandonó el proyecto.
Catherine Deneuve e Isabella Rossellini realizaron pruebas para el papel de Francesca. Sin embargo, a pesar de la resistencia inicial de Spielberg, Eastwood abogó desde el principio por Meryl Streep para interpretar el personaje.

### Rodaje
El rodaje principal duró 42 días, finalizando el 1 de noviembre de 1994, diez días antes de lo previsto en el cronograma de 52 días de Eastwood. La filmación se realizó de manera cronológica desde el punto de vista de Francesca. Según Eastwood, esto era importante porque «éramos dos personas conociéndonos en tiempo real, tanto como actores como personajes». Las grabaciones tuvieron lugar en Madison County, Iowa, incluyendo el pueblo de Winterset, y también en Adel, un pueblo en el condado de Dallas.

### Postproducción
Inicialmente, la Junta de Clasificación de la MPAA otorgó a la película una calificación R debido a una línea de diálogo de Francesca: «¿O deberíamos simplemente follar en el linóleo por última vez?», dicha de manera sarcástica. Eastwood apeló la decisión, y la calificación fue reducida a PG-13.

## Estreno

### Taquilla
La película se estrenó en cines el 2 de junio de 1995 en 1,805 salas. Recaudó $10,519,257 en su primer fin de semana, ubicándose en el segundo lugar en la taquilla de Estados Unidos, detrás de Casper (que estaba en su segundo fin de semana). La película lideró la taquilla en Japón durante nueve semanas consecutivas, con una recaudación de más de $35 millones. Al final de su exhibición, la película recaudó $71,516,617 en Estados Unidos y Canadá, y $110,500,000 a nivel internacional, para un total mundial de $182,016,617.

### Críticas
En Rotten Tomatoes, The Bridges of Madison County tiene un puntaje de 90% basado en 60 críticas, con una calificación promedio de 7.40/10. El consenso del sitio indica: «Sentimental, pausada, cursi y muy satisfactoria, The Bridges of Madison County muestra a Clint Eastwood adaptando un éxito literario con peso, ingenio y elegancia». En Metacritic, la película tiene un puntaje de 69 sobre 100 basado en 23 críticas, lo que indica «reseñas generalmente favorables». El público encuestado por CinemaScore le otorgó una calificación A− en una escala de A+ a F.
Según Janet Maslin de The New York Times, «Clint Eastwood, director y alquimista, ha transformado The Bridges of Madison County en algo soportable—no, algo aún mejor. Limitado por la vacuidad de este material mientras recorta sus excesos con el machete necesario, Eastwood encuentra una conmovedora y elegíaca historia de amor en el corazón del exceso autoindulgente de Waller. La película tiene austeridad y una sorprendente decencia, y Streep tiene su mejor papel en años. Viéndose robusta y voluptuosa en su sencillo vestido de ama de casa (el año es 1965), surge directamente de Christina's World para encarnar toda la soledad y el ardiente anhelo que Andrew Wyeth capturó en su lienzo. Y, sin embargo, a pesar del escenario de Iowa y el énfasis en la estética americana, The Bridges of Madison County tiene un sabor europeo. Su ritmo es pausado, pero no lento. Respeta los silencios prolongados y presta atención a los pequeños detalles. Mantiene un tono austero y evita la sensiblería hasta el último tramo.»
Richard Corliss de Time afirmó que Eastwood es «el más reservado de los directores—donde el libro se recrea en lo visual, la película observa discretamente—y, aquí, el más caballeroso de las estrellas... El guion de Richard LaGravenese (The Fisher King) tiene un tema ligeramente más maduro que el libro. Trata sobre la anticipación y las consecuencias de la pasión: el baile lento de evaluación, de esperar para dar un paso que no será rechazado, de debatir qué hacer cuando el calor erótico madura en una luz de amor. ¿Cuál es el efecto de un romance en una mujer que ha sido fiel a su esposo y en un hombre sin raíces que solo ahora se da cuenta de que necesita a la única mujer que puede tener pero no mantener?». Corliss concluye: «The Bridges of Madison County es el regalo de Eastwood para las mujeres: para Francesca, para todas las chicas que ha amado antes, y para Streep, quien convierte la sensiblería literaria en una apasionada inteligencia cinematográfica.»

## Lanzamientos mundiales
| País                                                                          | Fecha de estreno                  |
| ----------------------------------------------------------------------------- | --------------------------------- |
| Alemania                                                                      | Jueves 28 de septiembre de 1995   |
| Argentina                                                                     | Jueves 28 de septiembre de 1995   |
| Australia                                                                     | Jueves 12 de octubre de 1995      |
| Austria                                                                       | Viernes 29 de septiembre de 1995  |
| Bélgica                                                                       | Miércoles 6 de septiembre de 1995 |
| Belice · Costa Rica · El Salvador · Guatemala · Honduras · Nicaragua · Panamá | Viernes 13 de octubre de 1995     |
| Bolivia                                                                       | Jueves 19 de octubre de 1995      |
| Brasil                                                                        | Viernes 29 de septiembre de 1995  |
| Bulgaria                                                                      | Viernes 15 de marzo de 1996       |
| Chile                                                                         | Jueves 5 de octubre de 1995       |
| Colombia                                                                      | Viernes 15 de diciembre de 1995   |
| Corea del Sur                                                                 | Sábado 23 de septiembre de 1995   |
| Croacia                                                                       | Jueves 29 de febrero de 1995      |
| Dinamarca                                                                     | Viernes 8 de septiembre de 1995   |
| Egipto                                                                        | Lunes 29 de enero de 1996         |
| Eslovenia                                                                     | Jueves 28 de septiembre de 1995   |
| España                                                                        | Miércoles 11 de octubre de 1995   |
| Estados Unidos · Canadá                                                       | Viernes 2 de junio de 1995        |
| Filipinas                                                                     | Miércoles 25 de octubre de 1995   |
| Finlandia                                                                     | Viernes 29 de septiembre de 1995  |
| Francia                                                                       | Miércoles 6 de septiembre de 1995 |

| País                         | Fecha de estreno                 |
| ---------------------------- | -------------------------------- |
| Grecia                       | Viernes 20 de octubre de 1995    |
| Hong Kong                    | Jueves 12 de octubre de 1995     |
| Hungría                      | Jueves 29 de febrero de 1996     |
| India                        | Viernes 22 de marzo de 1996      |
| Indonesia                    | Martes 17 de octubre de 1995     |
| Israel                       | Viernes 15 de septiembre de 1995 |
| Italia                       | Viernes 27 de octubre de 1995    |
| Japón                        | Sábado 23 de septiembre de 1995  |
| Malasia                      | Jueves 19 de octubre de 1995     |
| México                       | Viernes 6 de octubre de 1995     |
| Noruega                      | Viernes 22 de septiembre de 1995 |
| Nueva Zelanda                | Viernes 6 de octubre de 1995     |
| Países Bajos                 | Jueves 28 de septiembre de 1995  |
| Perú                         | Viernes 27 de octubre de 1995    |
| Polonia                      | Viernes 8 de marzo de 1996       |
| Portugal                     | Viernes 29 de septiembre de 1995 |
| Puerto Rico                  | Jueves 10 de agosto de 1995      |
| Reino Unido Irlanda          | Viernes 15 de septiembre de 1995 |
| República Checa · Eslovaquia | Jueves 29 de febrero de 1996     |
| Rumania                      | Viernes 8 de marzo de 1996       |
| Singapur                     | Jueves 5 de octubre de 1995      |
| Sudáfrica                    | Viernes 15 de septiembre de 1995 |
| Suecia                       | Viernes 29 de septiembre de 1995 |
| Suiza                        | Viernes 22 de septiembre de 1995 |
| Tailandia                    | Viernes 29 de septiembre de 1995 |
| Taiwán                       | Sábado 7 de octubre de 1995      |
| Turquía                      | Viernes 17 de noviembre de 1995  |
| Uruguay                      | Viernes 23 de febrero de 1996    |
| Venezuela                    | Miércoles 11 de octubre de 1995  |

## Premios

### Premios Oscar
| Año  | Categoría    | Persona      | Resultado |
| ---- | ------------ | ------------ | --------- |
| 1996 | Mejor Actriz | Meryl Streep | Candidata |

### Globos de Oro
| Año  | Categoría                                | Persona                                  | Resultado |
| ---- | ---------------------------------------- | ---------------------------------------- | --------- |
| 1996 | Globo de Oro a la mejor película - Drama | Globo de Oro a la mejor película - Drama | Candidata |
| 1996 | Globo de Oro a la mejor actriz - Drama   | Meryl Streep                             | Candidata |

### Premios SAG
| Año  | Categoría                                 | Persona      | Resultado |
| ---- | ----------------------------------------- | ------------ | --------- |
| 1996 | Premio SAG a la mejor actriz protagonista | Meryl Streep | Candidata |